# Ássjátj naturreservat
Ássjátj naturreservat är ett naturreservat i Arjeplogs kommun i Norrbottens län.
Området är naturskyddat sedan 2024 och är 777 hektar stort. Reservatet ligger sydost om Laisvall och består av granskogar och bestånd med gran och tall och på många håll finns också lövträd, främst glasbjörk och sälg.